# Liste der denkmalgeschützten Objekte in St. Peter in der Au
Die Liste der denkmalgeschützten Objekte in St. Peter in der Au enthält die 31 denkmalgeschützten, unbeweglichen Objekte der niederösterreichischen Marktgemeinde St. Peter in der Au.

## Denkmäler
| Foto |                 | Denkmal                                                                                 | Standort                                                    | Beschreibung | Metadaten |
| ---- | --------------- | --------------------------------------------------------------------------------------- | ----------------------------------------------------------- | --- | --- |
| ja   | Datei hochladen | Kloster HERIS-ID: 65700 Objekt-ID: 78564                                                | Amstettner Straße 4 Standort KG: St. Peter in der Au Markt  | Dreiseitige Anlage mit Walmdach, im Kern aus dem 17. Jahrhundert. Später weitgehend erneuert, 1978 verändert. Ende August 2016 wurde das von Amstettner Schulschwestern geführte Behindertenheim geschlossen.                                                                                | BDA-Hist.: Q38111197 Status: § 2a Stand der BDA-Liste: 2025-06-30 Name: Kloster mit Behindertenheim GstNr.: .89                                                        |
| ja   | Datei hochladen | Wohntrakt des ehem. Gewerkenhaus HERIS-ID: 31461 Objekt-ID: 28415                       | Amstettner Straße 15 Standort KG: St. Peter in der Au Markt | Vierseithof. Zweigeschoßiger Haupttrakt mit aufwändigem korbbogigem Durchfahrtsportal in der Substanz aus dem 17. Jahrhundert. | BDA-Hist.: Q37942439 Status: Bescheid Stand der BDA-Liste: 2025-06-30 Name: Wohntrakt des ehem. Gewerkenhaus GstNr.: 144                                               |
| ja   | Datei hochladen | Schloss St. Peter in der Au HERIS-ID: 31458 Objekt-ID: 28411                            | Hofgasse 6 Standort KG: St. Peter in der Au Markt           | Ein zweigeschoßiger Vierflügelbau mit Walmdach, dessen Kern auf eine Burg aus dem 12. Jahrhundert zurückgeht. 1557–1587 zu einem Renaissanceschloss umgebaut, im 17. Jahrhundert teilweise barockisiert und Mitte des 19. Jahrhunderts im historistischen Stil verändert.                    | BDA-Hist.: Q2799849 Status: Bescheid Stand der BDA-Liste: 2025-06-30 Name: Schloss St. Peter in der Au GstNr.: .30 Schloss St. Peter in der Au                         |
| ja   | Datei hochladen | Kath. Pfarrkirche hl. Jakobus maior und Friedhof HERIS-ID: 31485 Objekt-ID: 28446       | Kürnberg Standort KG: Kirnberg                              | Eine im Kern romanische spätbarocke Kirche mit einem gotischen Südturm. Der Hochaltar wurde 1788 errichtet und ist mit Franz Xaver Gürtler signiert. Die Seitenaltäre sind im neobarocken Stil und wurden um 1900 aufgestellt. Die Orgel ist ein Werk von Johann Lachmayr aus dem Jahr 1912. | BDA-Hist.: Q37942548 Status: § 2a Stand der BDA-Liste: 2025-06-30 Name: Kath. Pfarrkirche hl. Jakobus maior und Friedhof GstNr.: .2, 42/3 Pfarrkirche Kürnberg         |
| ja   | Datei hochladen | Uhrturm/Marktturm HERIS-ID: 31460 Objekt-ID: 28414                                      | Marktplatz Standort KG: St. Peter in der Au Markt           | Ein quadratisches Türmchen über einem Rechteckbau, das 1914 weitgehend erneuert wurde und seit 1637 nachweisbar ist. | BDA-Hist.: Q37942430 Status: Bescheid Stand der BDA-Liste: 2025-06-30 Name: Uhrturm/Marktturm GstNr.: .87/2                                                            |
| ja   | Datei hochladen | Werthgarnerhaus HERIS-ID: 31467 Objekt-ID: 28423                                        | Marktplatz 1 Standort KG: St. Peter in der Au Markt         | Ein hakenförmiges zweigeschoßiges Bauwerk, welches 1617 als protestantisches Bethaus gewidmet wurde. | BDA-Hist.: Q37942457 Status: Bescheid Stand der BDA-Liste: 2025-06-30 Name: Werthgarnerhaus GstNr.: .90/1                                                              |
| ja   | Datei hochladen | Wohn- und Geschäftshaus HERIS-ID: 65712 Objekt-ID: 78577                                | Marktplatz 2 Standort KG: St. Peter in der Au Markt         | Ein Bauwerk, das im Kern aus dem 15. bis 16. Jahrhundert stammt. | BDA-Hist.: Q38111260 Status: Bescheid Stand der BDA-Liste: 2025-06-30 Name: Wohn- und Geschäftshaus GstNr.: .81                                                        |
| ja   | Datei hochladen | Wohn- und Geschäftshaus HERIS-ID: 65713 Objekt-ID: 78578                                | Marktplatz 3 Standort KG: St. Peter in der Au Markt         | Ein Bauwerk, das im Kern aus dem 15. bis 16. Jahrhundert stammt. | BDA-Hist.: Q38111270 Status: Bescheid Stand der BDA-Liste: 2025-06-30 Name: Wohn- und Geschäftshaus GstNr.: .91                                                        |
| ja   | Datei hochladen | Gasthof Goldener Adler HERIS-ID: 65715 Objekt-ID: 78580                                 | Marktplatz 4 Standort KG: St. Peter in der Au Markt         | Ein Bauwerk, das im Kern aus dem 15. bis 16. Jahrhundert stammt. | BDA-Hist.: Q38111300 Status: Bescheid Stand der BDA-Liste: 2025-06-30 Name: Gasthof Goldener Adler GstNr.: .15/1                                                       |
| ja   | Datei hochladen | Wohnhaus HERIS-ID: 65716 Objekt-ID: 78581                                               | Marktplatz 5 Standort KG: St. Peter in der Au Markt         | Ein Bauwerk, das im Kern aus dem 15. bis 16. Jahrhundert stammt. | BDA-Hist.: Q38111309 Status: Bescheid Stand der BDA-Liste: 2025-06-30 Name: Wohnhaus GstNr.: 9                                                                         |
| ja   | Datei hochladen | Wohn- und Geschäftshaus HERIS-ID: 65717 Objekt-ID: 78582                                | Marktplatz 6 Standort KG: St. Peter in der Au Markt         | Ein Bauwerk, das im Kern aus dem 16. bis 17. Jahrhundert stammt. | BDA-Hist.: Q38111320 Status: Bescheid Stand der BDA-Liste: 2025-06-30 Name: Wohn- und Geschäftshaus GstNr.: 28                                                         |
| ja   | Datei hochladen | Wohn- und Geschäftshaus HERIS-ID: 65718 Objekt-ID: 78583                                | Marktplatz 7 Standort KG: St. Peter in der Au Markt         | Ein Bauwerk, das vor 1821 errichtet wurde. | BDA-Hist.: Q38111329 Status: Bescheid Stand der BDA-Liste: 2025-06-30 Name: Wohn- und Geschäftshaus GstNr.: .94                                                        |
| ja   | Datei hochladen | Wohnhaus HERIS-ID: 65719 Objekt-ID: 78584                                               | Marktplatz 8 Standort KG: St. Peter in der Au Markt         | Ein Bauwerk, das vor 1821 errichtet wurde. | BDA-Hist.: Q38111341 Status: Bescheid Stand der BDA-Liste: 2025-06-30 Name: Wohnhaus GstNr.: 27                                                                        |
| ja   | Datei hochladen | Wohnhaus HERIS-ID: 65720 Objekt-ID: 78585                                               | Marktplatz 9 Standort KG: St. Peter in der Au Markt         | Ein Bauwerk, das im Kern aus dem 15. bis 16. Jahrhundert stammt. | BDA-Hist.: Q38111350 Status: Bescheid Stand der BDA-Liste: 2025-06-30 Name: Wohnhaus GstNr.: .95                                                                       |
| ja   | Datei hochladen | Gasthof zur Post HERIS-ID: 65721 Objekt-ID: 78586                                       | Marktplatz 10 Standort KG: St. Peter in der Au Markt        | Ein Gasthof mit einer Fassade aus dem Anfang des 20. Jahrhunderts, die secessionistische Elemente hat. | BDA-Hist.: Q38111358 Status: Bescheid Stand der BDA-Liste: 2025-06-30 Name: Gasthof zur Post GstNr.: .11                                                               |
| ja   | Datei hochladen | Wohnhaus HERIS-ID: 65724 Objekt-ID: 78589                                               | Marktplatz 11 Standort KG: St. Peter in der Au Markt        | Ein eingeschoßiger Bau mit einem Schopfwalmdach und einem seitlichen Erker, dessen Fassade mit 1697 bezeichnet ist. | BDA-Hist.: Q38111377 Status: Bescheid Stand der BDA-Liste: 2025-06-30 Name: Wohnhaus GstNr.: 12                                                                        |
| ja   | Datei hochladen | Wohnhaus HERIS-ID: 65726 Objekt-ID: 78591                                               | Marktplatz 12 Standort KG: St. Peter in der Au Markt        | Ein Bau mit einem Haustürblatt um 1900. | BDA-Hist.: Q38111392 Status: Bescheid Stand der BDA-Liste: 2025-06-30 Name: Wohnhaus GstNr.: .10                                                                       |
| ja   | Datei hochladen | Carl-Zeller-Haus, ehem. Bezirksgericht HERIS-ID: 31478 Objekt-ID: 28438                 | Marktplatz 13 Standort KG: St. Peter in der Au Markt        | Das Geburtshaus von Carl Zeller, in dem 1992 ein Museum eingerichtet wurde. | BDA-Hist.: Q37942496 Status: Bescheid Stand der BDA-Liste: 2025-06-30 Name: Carl-Zeller-Haus, ehem. Bezirksgericht GstNr.: .97                                         |
| ja   | Datei hochladen | Wohnhaus HERIS-ID: 65727 Objekt-ID: 78592                                               | Marktplatz 14 Standort KG: St. Peter in der Au Markt        | Ein Haus mit historistischer Fassade und Hermesmasken aus dem Jahr 1854. | BDA-Hist.: Q38111399 Status: Bescheid Stand der BDA-Liste: 2025-06-30 Name: Wohnhaus GstNr.: 24                                                                        |
| ja   | Datei hochladen | Wohnhaus HERIS-ID: 65728 Objekt-ID: 78593                                               | Marktplatz 15 Standort KG: St. Peter in der Au Markt        | Ein Bauwerk, das vor 1821 errichtet wurde. | BDA-Hist.: Q38111407 Status: Bescheid Stand der BDA-Liste: 2025-06-30 Name: Wohnhaus GstNr.: 14                                                                        |
| ja   | Datei hochladen | Wohn- und Geschäftshaus HERIS-ID: 65729 Objekt-ID: 78594                                | Marktplatz 16 Standort KG: St. Peter in der Au Markt        | Ein Bauwerk, das vor 1821 errichtet wurde. | BDA-Hist.: Q38111416 Status: Bescheid Stand der BDA-Liste: 2025-06-30 Name: Wohn- und Geschäftshaus GstNr.: 23                                                         |
| ja   | Datei hochladen | Wohn- und Geschäftshaus HERIS-ID: 65730 Objekt-ID: 78595                                | Marktplatz 17 Standort KG: St. Peter in der Au Markt        | Ein Bauwerk mit einer neoklassizistischen Fassade um 1900. | BDA-Hist.: Q38111426 Status: Bescheid Stand der BDA-Liste: 2025-06-30 Name: Wohn- und Geschäftshaus GstNr.: 15/2                                                       |
| ja   | Datei hochladen | Haghof, ehem. Bezirksbauernkammer HERIS-ID: 31480 Objekt-ID: 28440                      | Marktplatz 18 Standort KG: St. Peter in der Au Markt        | Ein schlossartiger Rechteckbau aus dem 16. und 17. Jahrhundert, der 1709 umgebaut wurde und einen turmartigen Erker hat. | BDA-Hist.: Q37942526 Status: Bescheid Stand der BDA-Liste: 2025-06-30 Name: Haghof, ehem. Bezirksbauernkammer GstNr.: .5                                               |
| ja   | Datei hochladen | Wohnhaus HERIS-ID: 65731 Objekt-ID: 78596                                               | Marktplatz 19 Standort KG: St. Peter in der Au Markt        | Ein Bauwerk mit einer Fassade aus der 19./20. Jahrhundertwende. | BDA-Hist.: Q38111436 Status: Bescheid Stand der BDA-Liste: 2025-06-30 Name: Wohnhaus GstNr.: 17                                                                        |
| ja   | Datei hochladen | Kath. Pfarrkirche hl. Johannes der Täufer und Friedhof HERIS-ID: 31488 Objekt-ID: 28454 | St. Johann Standort KG: St. Johann in Engstetten            | Eine spätgotische Hallenkirche aus dem Ende des 15. Jahrhunderts mit einem vorgestellten Westturm und einem steilen Satteldach. | BDA-Hist.: Q17048385 Status: § 2a Stand der BDA-Liste: 2025-06-30 Name: Kath. Pfarrkirche hl. Johannes der Täufer und Friedhof GstNr.: .102, 892                       |
| ja   | Datei hochladen | Pfarrhof HERIS-ID: 31489 Objekt-ID: 28455                                               | St. Johann 100 Standort KG: St. Johann in Engstetten        | Ein zweigeschoßiges Bauwerk aus dem Jahr 1804/05, das mehrmals umgebaut wurde. | BDA-Hist.: Q37942567 Status: § 2a Stand der BDA-Liste: 2025-06-30 Name: Pfarrhof GstNr.: .101                                                                          |
| ja   | Datei hochladen | Kath. Pfarrkirche hl. Michael und Friedhof HERIS-ID: 31490 Objekt-ID: 28456             | St. Michael Standort KG: St. Michael am Bruckbach           | Eine spätgotische Hallenkirche mit vorgestellten Westturm (14. Jahrhundert) und eingezogenen Chor (14. Jahrhundert), die 1508 geweiht wurde. Teilweise neugotisch umgebaut. Hochaltar und Seitenaltäre stammen aus der ersten Hälfte des 17. Jahrhunderts.                                   | BDA-Hist.: Q37942578 Status: § 2a Stand der BDA-Liste: 2025-06-30 Name: Kath. Pfarrkirche hl. Michael und Friedhof GstNr.: .5, 40 Pfarrkirche St. Michael am Bruckbach |
| ja   | Datei hochladen | Pfarrhof HERIS-ID: 31491 Objekt-ID: 28457                                               | St. Michael 2 Standort KG: St. Michael am Bruckbach         | Ein teilweise abgetragener Vierkanter mit einer erneuerten historistischen Fassade am Haupttrakt. | BDA-Hist.: Q37942587 Status: § 2a Stand der BDA-Liste: 2025-06-30 Name: Pfarrhof GstNr.: .4/1 Pfarrhof St. Michael am Bruckbach                                        |
| ja   | Datei hochladen | Wohnhaus, ehem. Pfarrhof HERIS-ID: 31492 Objekt-ID: 28458                               | St. Michael 9 Standort KG: St. Michael am Bruckbach         | Teilweise abgetragener Vierkanthof mit erneuerter historistischer Fassade am Haupttrakt, im Kern vor 1821. | BDA-Hist.: Q37942598 Status: § 2a Stand der BDA-Liste: 2025-06-30 Name: Wohnhaus, ehem. Pfarrhof GstNr.: 71                                                            |
| ja   | Datei hochladen | Kath. Pfarrkirche hll. Petrus und Paulus HERIS-ID: 31456 Objekt-ID: 28409               | St. Peter Standort KG: St. Peter in der Au Markt            | Eine spätgotische dreischiffige Hallenkirche mit barocken Anbauten. Der Hochaltar stammt aus dem Jahr 1912 und wurde vom Architekten Karl Holey und dem Bildhauer Heinrich Zita angefertigt. Die Orgel ist ein Werk der Gebrüder Mauracher aus dem Jahr 1927.                                | BDA-Hist.: Q2322726 Status: § 2a Stand der BDA-Liste: 2025-06-30 Name: Kath. Pfarrkirche hll. Petrus und Paulus GstNr.: .73 St. Peter und Paul (St. Peter in der Au)   |
| ja   | Datei hochladen | Schwibbogen HERIS-ID: 102552 Objekt-ID: 118995                                          | Marktplatz 2 Standort KG: St. Peter in der Au Markt         | Anmerkung: Standort eventuell näherungsweise angegeben. | BDA-Hist.: Q37790777 Status: Bescheid Stand der BDA-Liste: 2025-06-30 Name: Schwibbogen GstNr.: 316/5                                                                  |